# Копальня Кастро-де-Санта-Лузія
Копальня Кастро-де-Санта-Лузія – колишній гірничодобувний майданчик в Португалії.
Розробку кварцу в Кастро-де-Санта-Лузія почали в 1961 році з метою забезпечення кремнієвмісною сировиною заводу феросплавів у Канаш-де-Сеньорін (тут випускали феросиліцій, силікомарганець, а потім і металургійний кремній). Роботи велись відкритим способом зі створенням кар’єру.
Окрім португальского феросплавного заводу продукцію копальні могли відправляти й іншим споживачам, так, відомо про регулярні поставки до Норвегії для потреб металургійної галузі (серед покупців також була Італія, а до Австралії відправили партію у 40 тисяч тонн).
В 1986 році копальня Кастро-де-Санта-Лузія припинила роботу (варто відзначити, що в 1985-му закрили завод у Канаш-де-Сеньорін).
Наразі на основі копальні створений музей.